# Michaël Gillon
Michaël Gillon (Liegi, 24 gennaio 1974) è un astronomo e astrofisico belga co-scopritore di esopianeti come WASP-18 b e degli anelli di Chariklo. È ricercatore all'Istituto d'astrofisica, di geofisica e di oceanografia dell'Università di Liegi.

## Biografia
Michaël Gillon ha iniziato i suoi studi universitari a ventiquattro anni, dopo sette anni di servizio nell'Armata belga. S'iscrisse all’università di Liegi e, in cinque anni, conseguì una licenza in biochimica e un primo ciclo in fisica.
Attratto dalla ricerca, diventò nel 2003 dottorando in astrofisica, non senza aver esitato verso la genetica e la biochimica. Nel marzo del 2006 sostenne una tesi di dottorato sul miglioramento della fotometria dei transiti degli esopianeti nell'ambito del progetto COROT. Abbandonò quindi l’università di Liegi per un soggiorno post-dottorato di quasi tre anni presso l’osservatorio dell’università di Ginevra. Durante questo soggiorno, partecipò alla scoperta di un pianeta gioviano caldo: WASP-18 b.
Tornato all’università di Liegi nel gennaio del 2009, proseguì i suoi lavori sull'individuazione di pianeti extrasolari e sulla loro caratterizzazione fisico-chimica. Nell'ambito del progetto TRAPPIST, è responsabile scientifico e ricercatore principale per gli esopianeti. Questo progetto produce numerose pubblicazioni individuando diversi esopianeti in transito tra la fine del 2010 e la metà del 2012. Ha guidato una ricerca internazionale che ha osservato per la prima volta l’emissione termica di una Super Terra: 55 Cancri e.
Nel 2013, è stato nominato membro del gruppo scientifico responsabile del telescopio CHEOPS. Rappresenta il Belgio con la collega Valérie Van Grootel.
Il 22 febbraio 2017, la NASA ha annunciato ufficialmente la scoperta di sette esopianeti da parte di un gruppo internazionale di astronomi, guidato da Michaël Gillon. Questi esopianeti, chiamati TRAPPIST-1 b, c, d, e, f, g, h, sono stati individuati tramite il telescopio spaziale Spitzer e dal telescopio  TRAPPIST dell'Osservatorio europeo australe. Questi sette esopianeti, situati a 39 anni luce dal Sole, gravitano attorno alla stella nana TRAPPIST-1. Tre di questi esopianeti erano già stati scoperti nel 2015 dal gruppo internazionale tramite il telescopio TRAPPIST, ma la collaborazione con la NASA ha permesso di estendere queste scoperte.
Gillon è anche a capo del progetto SPECULOOS, un gruppo di quattro telescopi robotizzati del diametro di un metro presso l'osservatorio europeo australe. Il progetto è finalizzato alla ricerca esoplanetaria.

## Riconoscimenti
- Cavaliere al Merito vallone, conferito il 15 settembre 2016[11]

Nel 2017 figura nella lista delle 100 persone più influenti secondo il giornale Time.
L'11 settembre 2017 ha ricevuto il premio Balzan, con una dotazione di 750 000 franchi svizzeri per la sua ricerca sugli esopianeti.